# Бек-Джар
Бек-Джар (кирг. Бек-Жар) — село в Кара-Сууском районе Ошской области Кыргызстана. Входит в состав Кашгар-Кыштакского айылного аймака.

## География
Село расположено в центральной части области, на левом берегу реки Талдык, на расстоянии приблизительно 42 километров (по прямой) к юго-востоку от города Кара-Суу, административного центра района. Абсолютная высота — 1811 метров над уровнем моря.

## Население
Согласно оценочным данным Национального статистического комитета Кыргызской Республики, численность населения села на начало 2023 года составляла 987 человек.
| год     | 2009 | 2014 | 2015 | 2020 | 2021 | 2023 |
| ------- | ---- | ---- | ---- | ---- | ---- | ---- |
| человек | 1126 | 1702 | 1713 | 1242 | 1259 | 987  |